# Јеленац
Јеленац је насеље у Србији у општини Топола у Шумадијском округу. Према попису из 2022. има 266 становника (према попису из 2011. било је 329 становника). Стари назив насеља је Љубинић.
Насеље се налази 3 километра од магистралног пута Младеновац-Топола, односно на локалном путу Белосавци-Јагњило. Становништво се углавном бави пољопривредом, а мањим делом и сточарством. У селу се налази и једна основна школа за ђаке од првог до четвртог разреда, као и један фудбалски терен.

## Демографија
У насељу Јеленац живи 300 пунолетних становника, а просечна старост становништва износи 43,2 година (40,3 код мушкараца и 46,4 код жена). У насељу има 103 домаћинства, а просечан број чланова по домаћинству је 3,64.
Ово насеље је великим делом насељено Србима (према попису из 2002. године), а у последња три пописа, примећен је пад у броју становника.
|  |

| Демографија | Демографија | Демографија |
| Година      | Становника  | Становника  |
| ----------- | ----------- | ----------- |
| 1948.       | 541         |             |
| 1953.       | 551         |             |
| 1961.       | 566         |             |
| 1971.       | 506         |             |
| 1981.       | 468         |             |
| 1991.       | 408         | 405         |
| 2002.       | 375         | 378         |
| 2011.       | 329         |             |
| 2022.       | 266         |             |

| Етнички састав према попису из 2002.‍ | Етнички састав према попису из 2002.‍ | Етнички састав према попису из 2002.‍ | Етнички састав према попису из 2002.‍ | Етнички састав према попису из 2002.‍ |
| ------------------------------------ | ------------------------------------ | ------------------------------------ | ------------------------------------ | ------------------------------------ |
|                                      |                                      |                                      |                                      |                                      |
| Срби                                 | Срби                                 |                                      | 372                                  | 99,2%                                |
| Црногорци                            | Црногорци                            |                                      | 1                                    | 0,26%                                |
| непознато                            | непознато                            |                                      | 1                                    | 0,26%                                |

| Година пописа     | 1948. | 1953. | 1961. | 1971. | 1981. | 1991. | 2002. |
| ----------------- | ----- | ----- | ----- | ----- | ----- | ----- | ----- |
| Број домаћинстава | 98    | 102   | 120   | 112   | 112   | 111   | 103   |

| Број чланова      | 1  | 2  | 3  | 4  | 5  | 6  | 7 | 8 | 9 | 10 и више | Просек |
| ----------------- | -- | -- | -- | -- | -- | -- | - | - | - | --------- | ------ |
| Број домаћинстава | 21 | 17 | 12 | 17 | 13 | 14 | 5 | 4 | 0 | 0         | 3,64   |

| Пол    | Укупно | Неожењен/Неудата | Ожењен/Удата | Удовац/Удовица | Разведен/Разведена | Непознато |
| ------ | ------ | ---------------- | ------------ | -------------- | ------------------ | --------- |
| Мушки  | 154    | 37               | 99           | 8              | 7                  | 3         |
| Женски | 155    | 14               | 96           | 40             | 2                  | 3         |
| УКУПНО | 309    | 51               | 195          | 48             | 9                  | 6         |

| Пол    | Укупно                    | Пољопривреда, лов и шумарство | Рибарство                            | Вађење руде и камена | Прерађивачка индустрија       |
| ------ | ------------------------- | ----------------------------- | ------------------------------------ | -------------------- | ----------------------------- |
| Мушки  | 84                        | 47                            | 0                                    | 1                    | 14                            |
| Женски | 51                        | 24                            | 0                                    | 2                    | 7                             |
| УКУПНО | 135                       | 71                            | 0                                    | 3                    | 21                            |
| Пол    | Производња и снабдевање   | Грађевинарство                | Трговина                             | Хотели и ресторани   | Саобраћај, складиштење и везе |
| Мушки  | 1                         | 1                             | 6                                    | 0                    | 3                             |
| Женски | 0                         | 0                             | 1                                    | 0                    | 0                             |
| УКУПНО | 1                         | 1                             | 7                                    | 0                    | 3                             |
| Пол    | Финансијско посредовање   | Некретнине                    | Државна управа и одбрана             | Образовање           | Здравствени и социјални рад   |
| Мушки  | 2                         | 0                             | 0                                    | 1                    | 1                             |
| Женски | 0                         | 0                             | 1                                    | 3                    | 6                             |
| УКУПНО | 2                         | 0                             | 1                                    | 4                    | 7                             |
| Пол    | Остале услужне активности | Приватна домаћинства          | Екстериторијалне организације и тела | Непознато            | Непознато                     |
| Мушки  | 0                         | 0                             | 0                                    | 7                    | 7                             |
| Женски | 1                         | 0                             | 0                                    | 6                    | 6                             |
| УКУПНО | 1                         | 0                             | 0                                    | 13                   | 13                            |